# تاداو ياسودا
تاداو ياسودا (باليابانية: 安田忠夫؛ بالكانا: やすだ ただお) هو مصارع محترف ياباني، ولد في 9 أكتوبر 1963 في أوتا في اليابان.

## وصلات خارجية
- تاداو ياسودا على موقع شيردوغ (الإنجليزية)
- تاداو ياسودا على موقع CageMatch worker (الإنجليزية)
- تاداو ياسودا على موقع قاعدة بيانات المصارعة على الإنترنت (الإنجليزية)
- تاداو ياسودا على موقع IMDb (الإنجليزية)